# 950 (szám)
A 950 (római számmal: CML) egy természetes szám.

## A szám a matematikában
A tízes számrendszerbeli 950-es a kettes számrendszerben 1110110110, a nyolcas számrendszerben 1666, a tizenhatos számrendszerben 3B6 alakban írható fel.
A 950 páros szám, összetett szám, nontóciens szám. Kanonikus alakban a 21 · 52 · 191 szorzattal, normálalakban a 9,5 · 102 szorzattal írható fel. Tizenkét osztója van a természetes számok halmazán, ezek növekvő sorrendben: 1, 2, 5, 10, 19, 25, 38, 50, 95, 190, 475 és 950.